# 오토 3세 폰 바이에른 공작

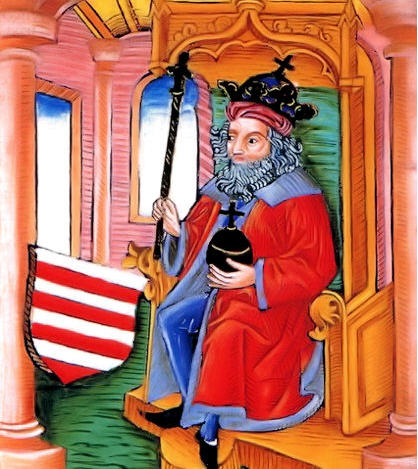
오토 3세

오토 3세(독일어: Otto III, 1261년 2월 11일 부르크하우젠 ~ 1312년 11월 9일 란츠후트)는 바이에른 공국의 니더바이에른 공작(재위: 1290년 2월 3일 ~ 1312년 11월 9일)이자 헝가리의 국왕(재위: 1305년 12월 6일 ~ 1308년)이다. 비텔스바흐가 출신이며 헝가리의 국왕 오토(헝가리어: Ottó) 또는 벨러 5세(헝가리어: V. Béla)에 해당한다.
니더바이에른 공작 하인리히 13세와 그의 아내인 에르제베트(Erzsébet) 사이에서 태어났다. 1290년 자신의 동생이었던 루트비히 3세, 슈테판 1세와 함께 니더바이에른 공작에 즉위했다. 1180년 바이에른 공국이 잃었던 슈타이어마르크 탈환을 노리면서 합스부르크 가에 대항해 나갔다.
1301년에는 아르파드 왕조 최후의 군주였던 언드라시 3세의 뒤를 이어 헝가리의 국왕에 즉위해달라는 요청을 받았지만 거절했다. 1305년 세케슈페헤르바르에서 왕관을 받으면서 헝가리의 국왕에 즉위했다. 오스트리아와 헝가리의 정세에 적극 개입하면서 바이에른에서 오토 3세의 지위는 약화되었고 결국 재정 문제로 실패하고 만다. 1301년부터 1308년까지 공위시대에 있던 헝가리에서는 대립왕이 즉위했다. 니더바이에른 공작 작위는 오토 3세의 아들인 하인리히 15세, 슈테판 1세의 아들인 하인리히 14세, 오토 4세가 승계받았다.